# Chartreuse du Val-Sainte-Marguerite de Bâle
La Chartreuse du Val-Sainte-Marguerite était un établissement monastique regroupant une communauté de Chartreux entre 1401 et 1529. L'édifice fut fondé en 1401 à Bâle, en Suisse.

## Histoire
Archibald, évêque de Bâle[Qui ?], commence cette fondation en 1295, mais sa mort et les guerres arrêtent les travaux.
La chartreuse du Val-Sainte-Marguerite est fondée en 1401 par le banquier Jakob Zibol (de), dans un faubourg de la ville, dans une ancienne résidence de l’évêque de Constance, appelée Bischofshof, située au Petit-Bâle (Klein Basel), sur la rive droite du Rhin. Le 8 février 1403, Marquard de Randelle, évêque de Constance, donne son accord à la fondation et lui donne le nom Val-Sainte-Marguerite. La petite communauté s'installe provisoirement dans l'ancienne curie épiscopale.
Les constructions commencent en 1406.  Elle est incorporée à l'ordre des chartreux en 1407. L’église est consacrée en 1416. Le Val-Sainte-Marguerite est le rendez-vous des pères du concile de Bâle (1431-1437). La duchesse Isabelle de Bourgogne (1438) et le cardinal Niccolò Albergati sont parmi les nombreux bienfaiteurs qui dotent les cellules.
Les chartreux ont de nombreux soutiens, en particulier de la famille  Amerbach (de) et d'autres citoyens respectés. Le monastère à un impact majeur dans les domaines intellectuels et scientifiques. Il a sa propre bibliothèque. Johann Heynlin, théologien et imprimeur, se retire, en 1487, avec sa bibliothèque personnelle à la chartreuse et y meurt en 1496 . Johann Amerbach, imprimeur, entretient des relations avec la chartreuse, accède à la bibliothèque qu'il enrichit en retour d'éditions sorties de ses presses, il est enterré dans le monastère. Le recrutement est très brillant dans les milieux universitaires.   
À partir de 1529, la ville passe à la Réforme. La maison ne pouvant recevoir de novices, les moines doivent céder leurs biens à la ville, qui s’en empare à la mort du dernier d’entre eux, Thomas Kresszi, en 1564.  
Sa bibliothèque (2737 volumes) parvient presque intacte à l'université de Bâle en 1592. 
En 1669, on démolit une partie de l'édifice qui devient un orphelinat et en 1776, les cellules sont démolies. L'église est demeurée intacte est sert pour le culte protestant.

## Prieurs
Le prieur est le supérieur d'une chartreuse, élu par ses comprofès ou désigné par les supérieurs majeurs.
- Winand Steinbeck, d'abord recteur, devient le premier prieur.
- Arnoldi (†1487).
- Jacques Louber.
- Jérôme Zsckekenburlin.